# アブラハム・トランブレー

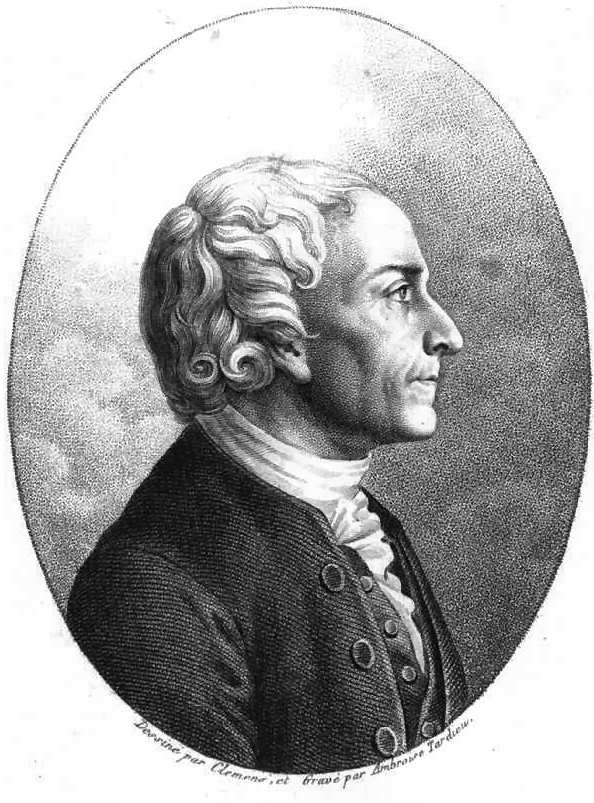
Abraham Trembley

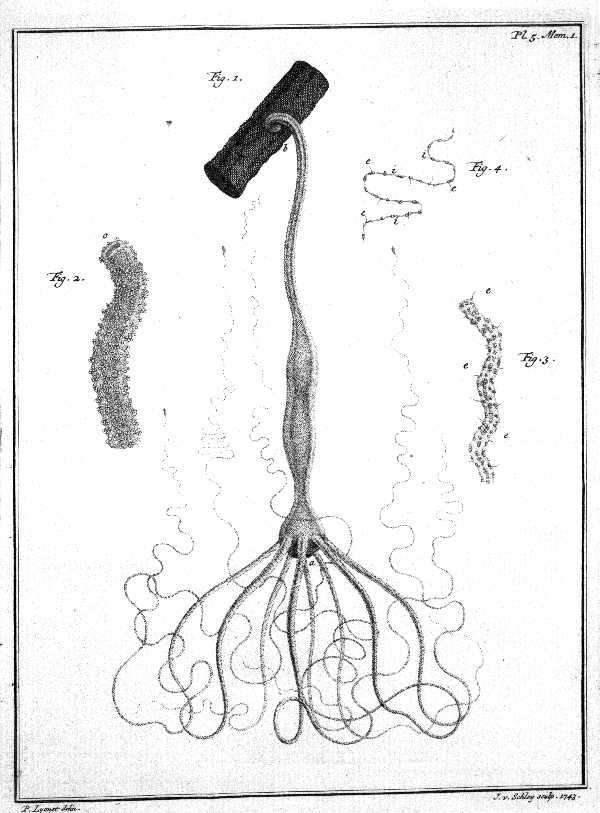
1744年の著書中のヒドラの図

アブラハム・トランブレー（フランス語発音はアブラム・トランブレー）（Abraham Trembley、1710年9月3日 – 1784年5月12日）は、スイスの博物学者である。刺胞動物のヒドラの再生実験を行ったことで知られる。
フランス系でジュネーヴの役人の家に生まれた。カルヴァン派の学寮に学び、オランダのハーグの貴族の家に、会計士兼家庭教師として務めた。貴族の邸宅の庭を流れる水路で見つけたヒドラを研究した。固着して生活するヒドラは植物であるか、動物であるかの議論の解答をみつけるために、ヒドラを切り刻んで再生するかの実験を行なった。ヒドラの高い再生能力について報告を行い、1743年にロンドン王立協会のフェローに選出され、同年コプリ・メダルを受賞した。1744年に、著書Mémoires pour servir à l'histoire d'un genre de polypes d'eau douceを出版し、1791にドイツ語に翻訳されAbhandlungen zur Geschichte einer Polypenart des süssen Wassersとして出版された。
トランブレーはヒドラが移動可能であり、走光性のあることを発見し、親の体から子供が出芽することによって増えることを発見した。